# Stefan Eitner
Stefan Eitner (ur. 17 sierpnia 1886 w Gostyniu, zm. 30 grudnia 1937 w Toruniu) – podoficer armii niemieckiej, powstaniec wielkopolski, oficer Wojska Polskiego w II Rzeczypospolitej, kawaler Orderu Virtuti Militari.

## Życiorys
Urodził się w Gostyniu w rodzinie Stanisława i Elżbiety z Lekowskich. W młodości pracował jako dekarz.
W 1914 wcielony do armii niemieckiej i jako podoficer w jej szeregach walczył na frontach I wojny światowej. Po demobilizacji wstąpił do wielkopolskich oddziałów powstańczych. Od stycznia 1919 w składzie batalionu gostyńskiego walczył w Grupie „Leszno” na odcinku południowo-zachodnim. Z końcem marca 1919 skierowany został do 8 pułku strzelców wielkopolskich.  W Jarocinie zorganizował kompanię ciężkich karabinów maszynowych. W październiku 1919 mianowany podporucznikiem. Na froncie polsko-bolszewickim wziął udział w wyprawie kijowskiej, walczył w bitwie nad Berezyną, na szlakach odwrotowych i w ofensywie wojsk polskich znad Wisły. 1 października 1920 nieprzyjacielowi udało się przełamać pozycje I batalionu 62 pułku piechoty wielkopolskiej na linii Kurniejewo – Wertniki – Kowłany. Do kontrataku wyruszyła między innymi kompania ckm. Dowódca kompanii nie zważając na ogień nieprzyjaciela obchodził pozycje swych ciężkich karabinów maszynowych, wskazując cele. W toku walki zastąpił celowniczego rannego odłamkiem granatu. Oddziały 27 DS bolszewickiej zostały odrzucone.
Za czyn ten odznaczony został Krzyżem Srebrnym Orderu Virtuti Militari.
W 1921 awansowany na porucznika, a w 1924 na kapitana. Po wojnie pozostał w wojsku i pracował na stanowiskach oficera gazowego, oficera materiałowego i kwatermistrza Szkoły Podoficerów Zawodowych Piechoty w Grudziądzu. Od września 1931 służył w Szkole Podoficerów Piechoty dla Małoletnich Nr 2 w Grudziądzu. Z dniem 31 sierpnia 1932 został przeniesiony w stan spoczynku. Zmarł 30 grudnia 1937 w Toruniu. Został pochowany na miejscowym cmentarzu.
Żonaty z Heleną Wagner, miał syna Stanisława.

## Ordery i odznaczenia
- Krzyż Srebrny Orderu Virtuti Militari (nr 4663)[2]
- Krzyż Walecznych (dwukrotnie)[2]
- Medal Niepodległości[2][5]